# Pollard, Arkansas
Pollard är en ort i Clay County i delstaten Arkansas, USA.